# Сербская гимназия (Баутцен)

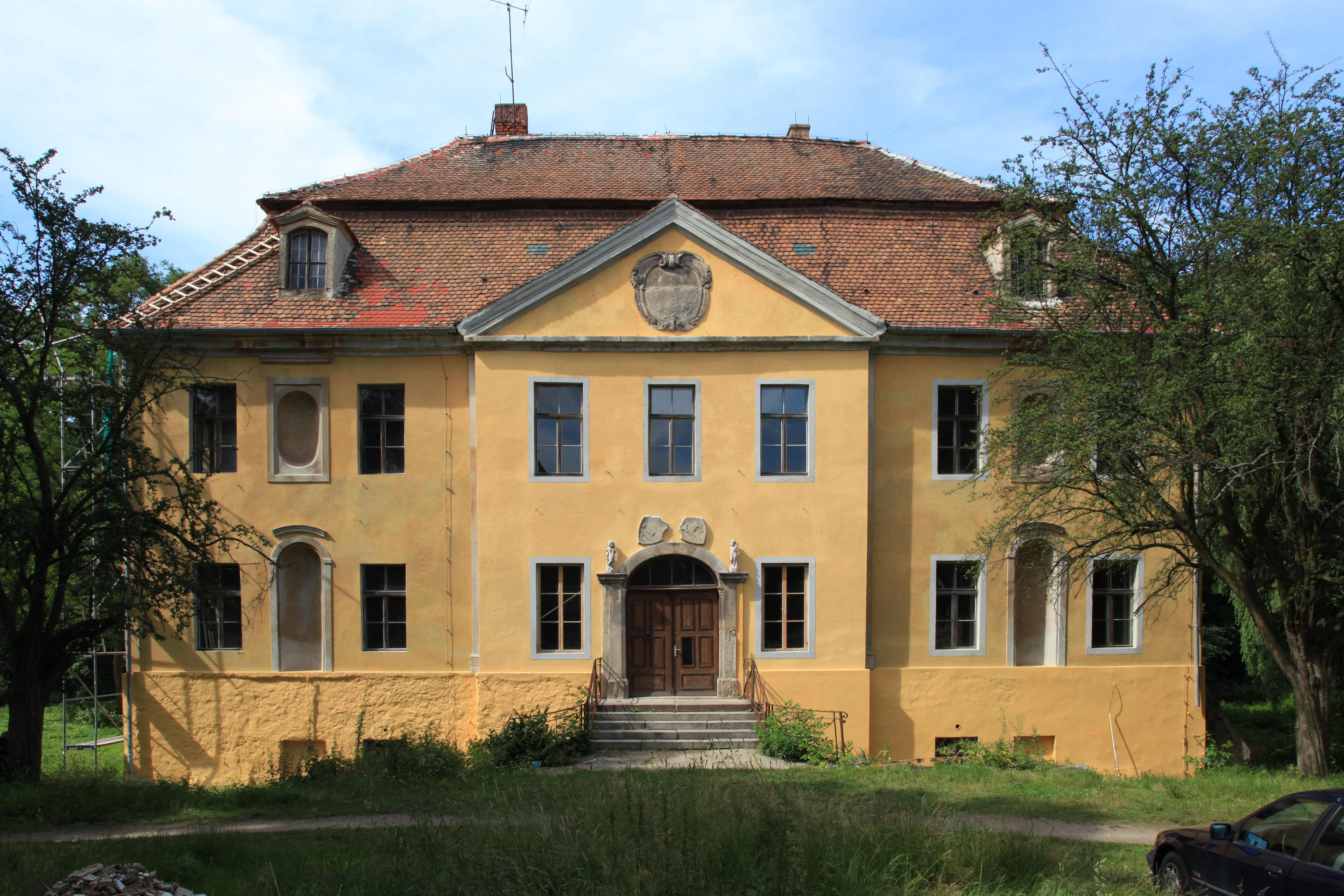
Здание бывшего интерната в Радиборе

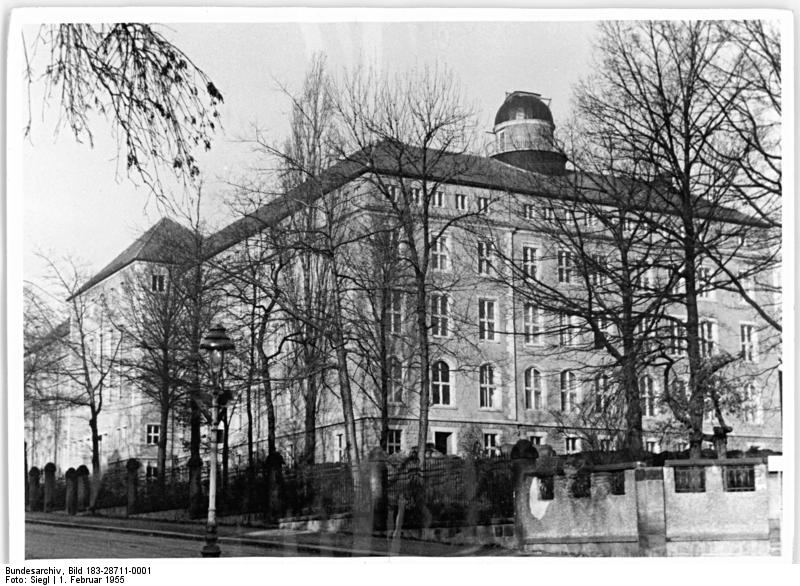
Сербская гимназия в 1955 году

Сербская гимназия, полное наименование — Сербская гимназия Будишин (в.-луж. Serbski gymnazij, нем. Sorbisches Gymnasium Bautzen) — наименование среднего учебного заведения, находящегося в Германии в городе Баутцен на улице Friedrich-List-Straße. Единственное среднее учебное заведение в Германии, в котором преподавание ведётся полностью на верхнелужицком языке.

## История
Сербская гимназия была основана 1 сентября 1947 года в городе Баутцен. Первоначально Сербская гимназия располагалась в католическом высшем педагогическом училище, которое сильно пострадало во время Второй мировой войны. В 1937 году после закрытия педагогического училища в здании располагалась Таможенная школа. Во время войны в здании находился военный госпиталь. С самого первого периода своего существования Сербская гимназия имела характер интерната и принимала на обучение учащихся из отдалённых лужицких деревень. В здании также действовал Институт подготовки лужицких учителей. С 1960 года в усадьбе Радибора находился филиал Сербской гимназии, в котором проживало около 60 мальчиков.
С 1949 года в Сербской гимназии действуют молодёжный ансамбль, детский хор и оркестр.
В 2007—2008 годах здание Сербской гимназии было отремонтировано. С этого времени в здании действует начальная школа для лужицких детей. По данным на 2012 год Сербскую гимназию закончило около 2700 учеников.
В настоящее время в зависимости от навыков владения верхнелужицким языком классы делятся на группы A и B. В классах группы А большинство предметов преподаются на верхнелужицком языке. Классы группы B предназначены для детей, одинаково владеющих немецким и верхнелужицким языками. По выбору учеников преподаются французский, английский, чешский и русский языки.

## Известные преподаватели
- Фридо Метшк, первый директор гимназии с 1949 года по 1955 год;
- Ян Бук — лужицкий художник.
- Богна Коренг — лужицкая телеведущая.
- Мерана Цушцына — лужицкая писательница и поэтесса.

## Известные выпускники
- Бено Будар — лужицкий писатель, поэт и журналист.
- Станислав Тиллих — германский политик.
- Любина Гайдук-Велькович — лужицкая писательница.